# Cabir

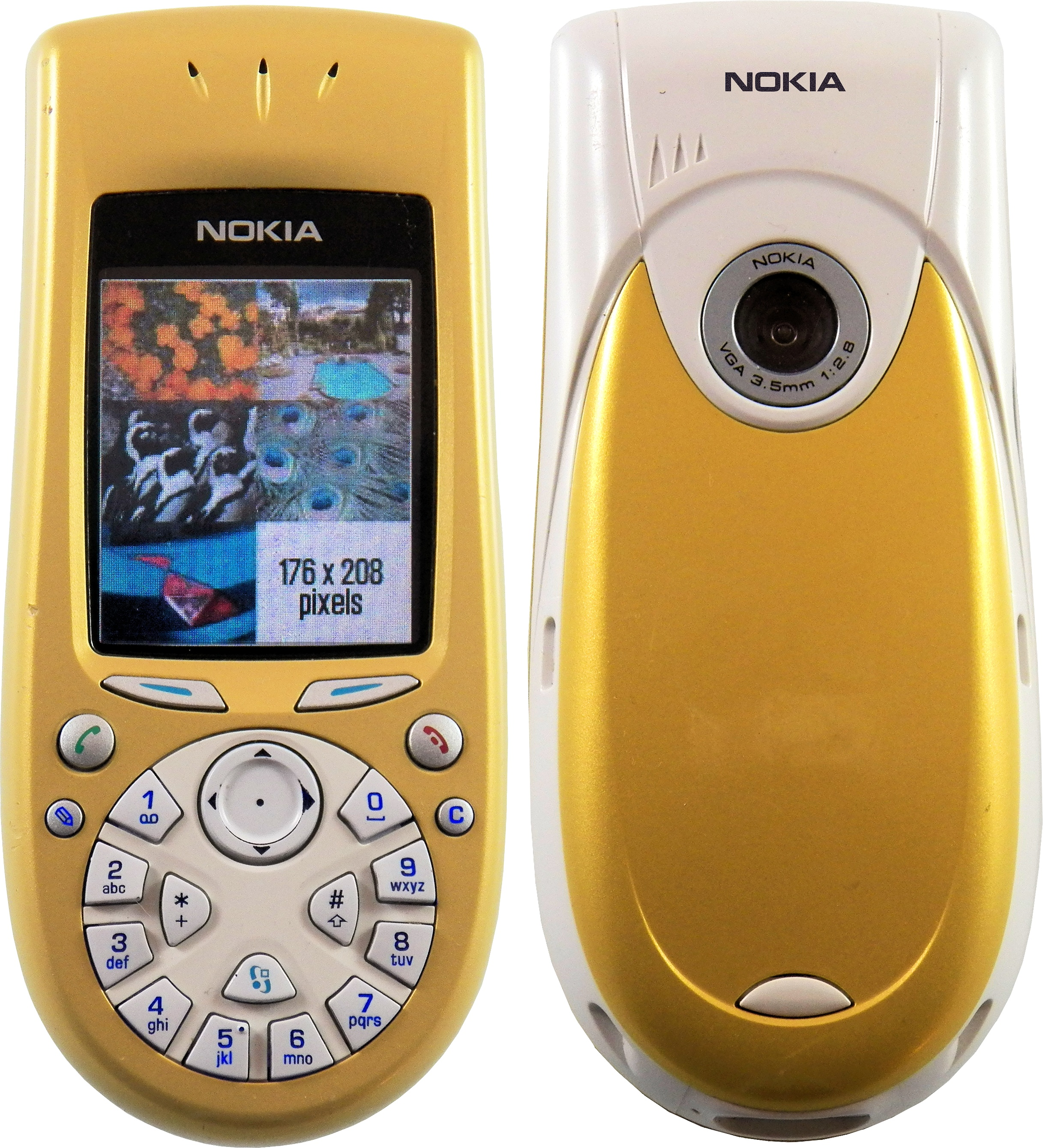
Un Nokia 3650, l'un des appareils concernés par Cabir

Cabir, développé en 2004, est le tout premier virus informatique proof of concept recensé se propageant par la téléphonie mobile grâce à la technologie Bluetooth et du système d'exploitation Symbian OS.
Ce virus est en fait un fichier de 15 ko nommé CARIBE.SIS. Lors de son exécution, le mot « Caribe » s'affiche à l'écran, puis le virus modifie le système pour s'exécuter à chaque démarrage du téléphone. Il tente alors d'envoyer une copie de lui-même aux périphériques présents dans la zone Bluetooth du téléphone infecté. Il n'a aucune action destructrice. Ce virus est un proof-of-concept créé par le groupe 29A, auteurs d'autres virus « innovateurs ».